# AF-C*-Algebra
AF-C*-Algebren, oder kürzer AF-Algebren, bilden eine im mathematischen Teilgebiet der Funktionalanalysis betrachtete Klasse von C*-Algebren, die sich aus endlichdimensionalen C*-Algebren aufbauen lassen, AF steht für approximately finite (fast endlich). Diese C*-Algebren lassen sich mittels K-Theorie zu bestimmten Gruppen in Beziehung setzen und auf diese Weise vollständig beschreiben.

## Definition
Eine AF-Algebra ist eine C*-Algebra {\displaystyle A}, zu der es eine Folge {\displaystyle (A_{n})_{n\in \mathbb {N} }} endlichdimensionaler C*-Algebren gibt, so dass
- {\displaystyle A_{1}\subset A_{2}\subset A_{3}\subset \ldots \subset A},
- {\displaystyle \bigcup _{n\in \mathbb {N} }A_{n}} liegt dicht in {\displaystyle A}.

## Beispiele
- Endlichdimensionale C*-Algebren sind AF-Algebren.
- Die C*-Algebra {\displaystyle K(\ell ^{2})} der kompakten Operatoren auf dem Hilbertraum {\displaystyle \ell ^{2}} ist eine AF-Algebra. Ist {\displaystyle (e_{n})_{n}} die kanonische Basis von {\displaystyle \ell ^{2}}, so sei {\displaystyle A_{n}} die Unteralgebra der linearen Operatoren, die die lineare Hülle von {\displaystyle \{e_{1},\ldots ,e_{n}\}} in sich abbilden und auf dem orthogonalen Komplement davon verschwinden. Die {\displaystyle A_{n}} sind offenbar zur Matrix-Algebra {\displaystyle M_{n}} isomorph und erfüllen obige Definition.
- Sei {\displaystyle X} die Cantor-Menge. Dann ist die kommutative C*-Algebra {\displaystyle A=C(X)} der stetigen Funktionen {\displaystyle X\rightarrow \mathbb {C} } eine AF-Algebra. Sei {\displaystyle A_{n}} die Unteralgebra der auf {\displaystyle ({\tfrac {m}{3^{n}}},{\tfrac {m+1}{3^{n}}})\cap X} konstanten Funktionen. Dann bilden die {\displaystyle A_{n}} eine Folge {\displaystyle 2^{n}}-dimensionaler C*-Algebren und erfüllen obige Definition.
- Die C*-Algebra {\displaystyle C([0,1])} der stetigen Funktionen auf {\displaystyle [0,1]} ist keine AF-Algebra, denn die Null-Algebra und die Algebra der konstanten Funktionen sind die einzigen endlichdimensionalen Unteralgebren.
- UHF-Algebren sind AF-Algebren.

## Eigenschaften
- AF-Algebren sind separabel.
- AF-Algebren sind nuklear.
- Eine separable C*-Algebra {\displaystyle A} ist genau dann eine AF-Algebra wenn es zu je endlich vielen Elementen {\displaystyle a_{1},\ldots ,a_{n}} und jedem {\displaystyle \varepsilon >0} eine endlichdimensionale Unter-C*-Algebra {\displaystyle B} gibt, so dass {\displaystyle \operatorname {dist} (a_{j},B)<\varepsilon } für alle {\displaystyle j=1,\ldots ,n}.
- Die AF-Algebren sind genau die abzählbaren induktiven Limiten endlichdimensionaler C*-Algebren in der Kategorie der C*-Algebren.
- Abgeschlossene, zweiseitige Ideale und Quotienten von AF-Algebren sind wieder AF-Algebren. Unter-C*-Algebren von AF-Algebren sind im Allgemeinen keine AF-Algebren, so sind etwa die irrationalen Rotationsalgebren in AF-Algebren enthalten.
- Abzählbare induktive Limiten von AF-Algebren sind wieder AF-Algebren.
- Tensorprodukte von AF-Algebren sind wieder AF-Algebren.
- Ist {\displaystyle A} eine AF-Algebra und geht {\displaystyle A_{1}} durch Adjunktion eines Einselementes aus {\displaystyle A} hervor, so ist auch {\displaystyle A_{1}} eine AF-Algebra.
- Eine kommutative C*-Algebra {\displaystyle C(X)}, X kompakter Hausdorffraum, ist genau dann eine AF-Algebra, wenn {\displaystyle X} total unzusammenhängend ist (siehe obiges Beispiel {\displaystyle X}=Cantor-Menge).[1]
- Jede separable, kommutative C*-Algebra ist isomorph zum Zentrum einer AF-Algebra.[2] Dieser Satz liefert leicht weitere Beispiele für Unteralgebren, die keine AF-Algebren sind. Eine separable, kommutative C*-Algebra {\displaystyle C(X)} mit nicht total unzusammenhängendem {\displaystyle X} ist keine AF-Algebra, tritt aber als Zentrum einer solchen auf.

## K0-Gruppe einer AF-Algebra

### Dimensionsgruppe
Der {\displaystyle K_{0}}-Funktor ordnet jeder C*-Algebra {\displaystyle A} (allgemeiner jedem Ring) eine skalierte, geordnete, abelsche Gruppe {\displaystyle (K_{0}(A),K_{0}(A)^{+},\Sigma (A))} zu.
Genauer sei {\displaystyle V(A)} die Menge der Isomorphie-Klassen der endlich erzeugten projektiven Moduln über {\displaystyle A}. Die direkte Summe macht diese Menge zu einer kommutativen Halbgruppe. {\displaystyle K_{0}(A)} ist definiert als die Grothendieck-Gruppe von {\displaystyle (V(A),\oplus )} und {\displaystyle K_{0}(A)^{+}} ist das Bild von {\displaystyle V(A)} in {\displaystyle K_{0}(A)}. Schließlich kann man zeigen, dass jede Projektion {\displaystyle p\in A} via {\displaystyle Ap} einen projektiven {\displaystyle A}-Modul definiert; {\displaystyle \Sigma (A)} ist das Bild der Menge der Projektionen aus {\displaystyle A} in {\displaystyle K_{0}(A)} und wird Skala genannt. Statt {\displaystyle K_{0}}-Gruppe sagt man auch Dimensionsgruppe.
Einfache Beispiele sind {\displaystyle K_{0}(M_{n})\cong (\mathbb {Z} ,\mathbb {N} _{0},[0,n])} oder {\displaystyle K_{0}(K(\ell ^{2}))\cong (\mathbb {Z} ,\mathbb {N} _{0},\mathbb {N} _{0})}.
Weiter kann man zeigen, dass ein *-Homomorphismus {\displaystyle \varphi \colon A\rightarrow B} zwischen C*-Algebren einen Homomorphismus zwischen den zugehörigen Dimensionsgruppen induziert, dieser ist positiv, das heißt bildet die positiven Halbgruppen ineinander ab, und skaliert, das heißt, er bildet die Skalen ineinander ab. Das ist klar, denn {\displaystyle \varphi } induziert einen Halbgruppenhomomorphismus {\displaystyle V(A)\rightarrow V(B)}, und für die Skaliertheit beachte man, dass {\displaystyle \varphi } natürlich Projektionen aus {\displaystyle A} auf solche aus {\displaystyle B} abbildet. Insgesamt definiert {\displaystyle K_{0}} einen Funktor von der Kategorie der C*-Algebren in die Kategorie der skalierten, geordneten, abelschen Gruppen.

### Satz von Elliott
- Satz von Elliott: Zwei AF-Algebren sind genau dann isomorph, wenn die zugehörigen Dimensionsgruppen als skalierte, geordnete, abelsche Gruppen isomorph sind. Jeder Gruppenisomorphismus zwischen zwei Dimensionsgruppen wird von einem *-Isomorphismus der zugehörigen AF-Algebren induziert.[4]

Das kann man kurz und bündig auch so formulieren:
- Für AF-Algebren ist die zugeordnete Dimensionsgruppe eine vollständige Isomorphieinvariante.

Isomorphieinvariante bedeutet, dass die Dimensionsgruppen isomorpher AF-Algebren isomorph sind. Das ist klar wegen der oben beschriebenen funktoriellen Eigenschaften und gilt sogar für alle C*-Algebren.
Vollständigkeit der Isomorphieinvariante bedeutet nun, dass nicht-isomorphe AF-Algebren durch ihre Dimensionsgruppen unterschieden werden können, das heißt, dass auch die zugehörigen Dimensionsgruppen nicht isomorph sind. Das ist der schwierige Teil des Satzes von Elliot.

### Satz von Effros-Handelman-Shen
Da eine AF-Algebra bis auf Isomorphie durch ihre Dimensionsgruppe bestimmt ist, stellt sich in natürlicher Weise die Frage, welche Gruppen als Dimensionsgruppen von AF-Algebren auftreten können. Diese Frage wird vollständig beantwortet durch den
- Satz von Effros-Handelman-Shen[5]: Die abzählbaren, unperforierten, skalierten, geordneten, abelschen Gruppen mit der Rieszschen Interpolationseigenschaft sind genau die Dimensionsgruppen von AF-Algebren.

Für die hier auftretenden ordnungstheoretischen Begriffe konsultiere man den Artikel über geordnete abelsche Gruppen.

### Bedeutung
Mit obigen Sätzen von Elliot und Effros-Handelman-Shen kann das Studium der AF-Algebren auf das Studium der abzählbaren, unperforierten, skalierten, geordneten, abelschen Gruppen mit der Rieszschen Interpolationseigenschaft zurückgeführt werden.
So kann man zeigen, dass die abgeschlossenen, zweiseitigen Ideale einer AF-Algebra {\displaystyle A} in eineindeutiger Weise den Ordnungsidealen der Dimensionsgruppe entsprechen, das heißt denjenigen Untergruppen {\displaystyle H\subset K_{0}(A)} mit {\displaystyle H=H^{+}-H^{+}}, wobei {\displaystyle H^{+}:=H\cap K_{0}(A)^{+}}, und der Eigenschaft, dass {\displaystyle x\in H} aus {\displaystyle 0\leq x\leq h\in H} folgt.
Man kann also einfache AF-Algebren konstruieren, das heißt solche ohne echte von {\displaystyle \{0\}} verschiedene zweiseitige Ideale, indem man abzählbare, unperforierte, skalierte, geordnete Gruppen mit der Rieszschen Interpolationseigenschaft findet, die keine echten Ordnungsideale haben. Die dichten Untergruppen von {\displaystyle \mathbb {Q} }, die {\displaystyle \mathbb {Z} } umfassen mit {\displaystyle [0,1]} als Skala, sind Beispiele (UHF-Algebren), aber auch Gruppen wie {\displaystyle G=\mathbb {Q} ^{n}} mit {\displaystyle G^{+}=\{0\}\cup \mathbb {Q} _{>0}^{n}} und der durch die Ordnungseinheit {\displaystyle (1,\ldots ,1)} definierten Skala.

## Bratteli-Diagramme
Ein weiteres wichtiges Werkzeug zur Untersuchung von AF-Algebren sind Bratteli-Diagramme, bestimmte unendliche, gerichtete Graphen, die die Struktur der Algebra wiedergeben.